# AG VIP SQL
AG-VIP SQL ist eine frei definierbare, modular aufgebaute Customer-Relationship-Management (CRM)- und Callcenter-Software der Grutzeck Software GmbH, mit der sich alle Kundenbeziehungen im Rahmen eines Kundenbeziehungsmanagements abbilden, verwalten und archivieren lassen. Technisch setzt AG-VIP SQL bei seinen Systemlösungen auf der relationalen Datenbank Microsoft-SQL-Server auf. Über offene Schnittstellen lassen sich andere Datenbankquellen wie beispielsweise Enterprise-Resource-Planning (ERP)-Systeme anbinden. Die grafische Oberfläche orientiert sich an den Standards des Windows-Styleguides. AG-VIP SQL ist speziell für kleine und mittelgroße Firmen entwickelt worden und mit mehr als 3.000 Lizenzen vor allem in Callcentern in Deutschland im Einsatz. Die implementierten Sprachen sind Deutsch, Englisch, Französisch und Türkisch. Erweiterungen für Workflow und xRM, Predictive Dialer, Gesprächsaufzeichnung sowie ein Plug-in für Terminvereinbarungen sind optional verfügbar.

## Programmeigenschaften

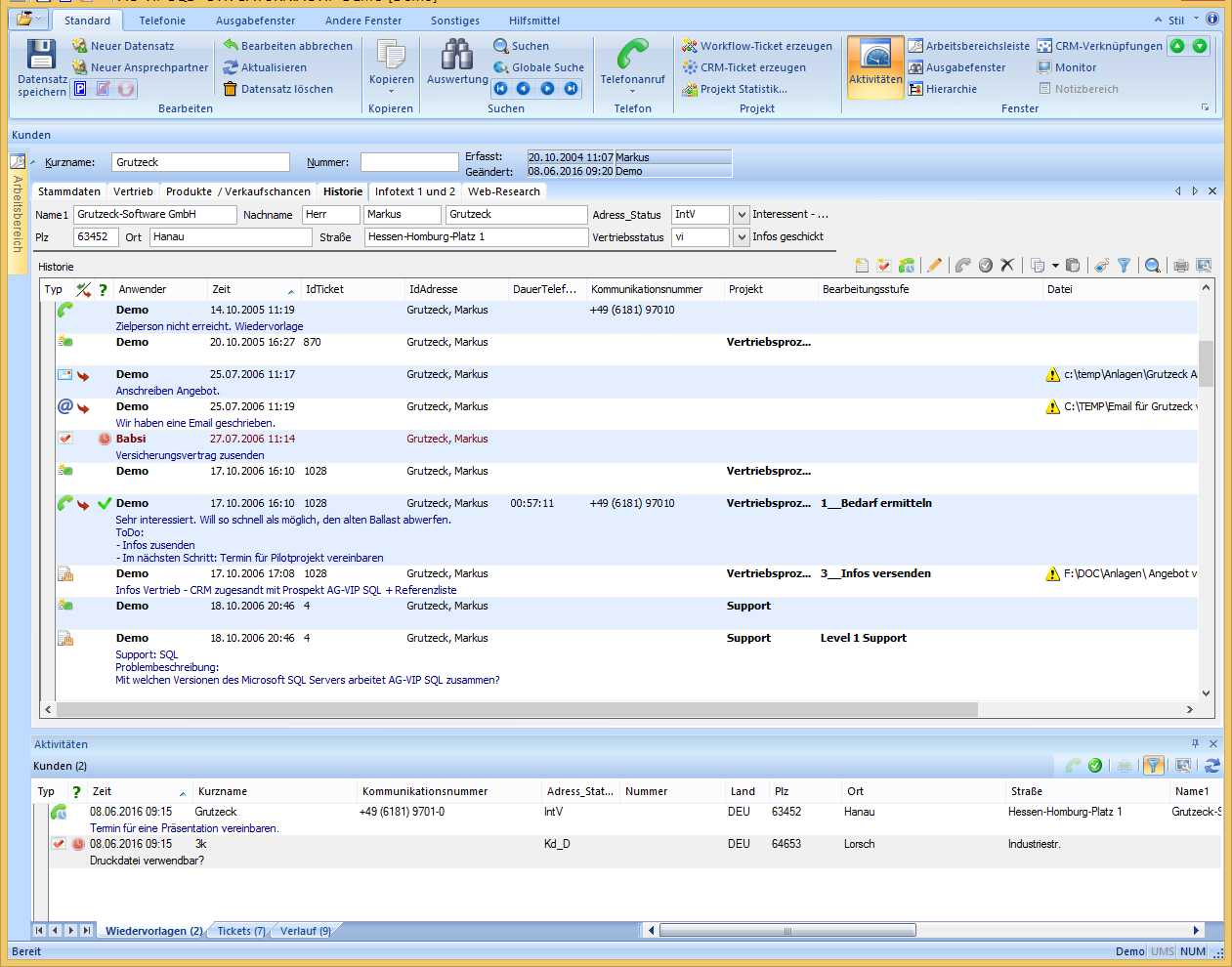
Screenshot der Kontakthistorie und des Wiedervorlagenmanagements

AG-VIP SQL ist eine Windows-basierte Lösung mit freier Server-Wahl. Die CRM-Basisversion bringt alle Funktionen mit, um Kontakte zu verwalten. Neben den CRM- und xRM-Optionen gibt es mit dem Modul „Workflow“ eine Erweiterung für Service und Kampagnenmanagement sowie optional die entfernungsoptimierte Außendienstterminierung.

### Schnittstellen
Der Importassistent ermöglicht die Übernahme von Altdatenbeständen oder externen Adressquellen, wobei der phonetische Dublettencheck Dubletten eliminiert. Das vom Administrator anpassbare Datenmodell erlaubt die Definition beliebiger Profildaten. Über die normierte CTI-Schnittstelle TAPI werden eingehende Anrufer erkannt und eine direkte Anwahl ermöglicht. Termine lassen sich in Microsoft Outlook oder Google Kalender eintragen. E-Mails können direkt in Outlook erzeugt werden und eingehende E-Mails direkt einem Kontakt oder Verkaufsvorgang zugeordnet werden. Dokumente können in MS-Word oder OpenOffice.org erstellt und Daten direkt nach MS-Excel exportiert werden. AG-VIP SQL ist netzwerkfähig, von der Architektur her für mehrere Mandanten ausgelegt und von Microsoft für die aktuellen Microsoft-Windows-Betriebssysteme zertifiziert.

### CRM- und XRM-Funktionen
Die verschiedenen Phasen eines Verkaufsprozesses können in der CRM-Option von AG-VIP SQL frei definiert werden. Automatisch errechnet das System daraus ein Scoring für jeden Vorgang. Daneben können weitere Datenfelder frei ergänzt werden, um ein Verkaufsprojekt genauer zu beschreiben. Die Verknüpfungen zwischen Verkaufsvorgängen, Anwendern und Kontakten können über frei definierbare Rollen beschrieben werden; dabei können unterschiedliche Rechte eingeräumt werden. Eine Kontakthistorie zeigt in einem Zeitstrahl, was mit dem Verkaufsvorgang geschehen ist, und jeder Verkaufsvorgang erhält automatisch ein Scoring. Darüber hinaus gibt es Forecastlisten und Win-Loose-Statistiken.

### Workflow-Funktionen
Basis für AG-VIP SQL als Service-Management-Software bildet die integrierte Workflow-Engine. Ein Servicevorfall wird dabei als Ticket abgebildet, das einen zuvor definierten Workflow durchläuft. Dazu stehen ein grafischer Workflow-Designer sowie eine auf TAPI basierende komplette CTI-Integration zur Verfügung. Das Binden eines Servicevorgangs an einen Mitarbeiter (One Face to the Customer) und auch die Aufhebung dieses persönlichen Bezugs bei Überschreiten von Fristen ist möglich. Über das Outlook-Plug-in können E-Mails direkt innerhalb der Service-Management-Software zugeordnet und bearbeitet werden. Über ein Webbrowser-Control lassen sich auch andere Anwendungen und Quellen integrieren, wie beispielsweise ERP-Systeme, Wissensmanagementsysteme oder das Intranet.

### Funktionen für Callcenter
Die technische Basis für die Callcenterfunktionen von AG-VIP SQL bildet die Standard-CTI-Schnittstelle MS-TAPI, über die alle gängigen Telefonanlagen oder VoIP-Applikationen verfügen. Für das Outbound stellt die Software standardmäßig einen Powerdialer zur Verfügung. Im Inbound identifiziert die Software die Telefonnummer des Anrufenden und zeigt den Kundendatensatz mit allen Vorgängen automatisch an. Der optionale TAPI-basierte Predictive AG-Overdialer kann im Gegensatz zum standardmäßig integrierten Powerdialer zur Effizienzsteigerung mehrere Adressen gleichzeitig anwählen. AG-VIP SQL bietet eine automatische Arbeitszeiterfassung mit Einlogzeiten, Ticketbearbeitungsdauer, Telefonierdauer und Pausenzeiten. Darüber hinaus werden umfangreiche Projektstatistiken zur Verfügung gestellt, und Gespräche können aufgezeichnet werden.

### Installation
Installations-CD mit Dongle-Softwareschutz.
Voraussetzungen für die Installation:
- MS-SQL Server 2008, MS-SQL Server 2012 oder höher.
- Für CTI-Funktion: TAPI-fähige Wähleinrichtung mit Interactive Voice für Telefoniefunktion
- OpenOffice für Windows 2008 Server, Windows Vista oder Windows 7/8 (32 oder 64 Bit)
- SQL Native Client für Microsoft-SQL-Server; AG-VIP SQL ist lauffähig unter Terminal-Server oder in Citrix-Umgebungen.

### Rechtliche Bedingungen
Telemarketing wird in Deutschland durch das Bundesdatenschutzgesetz (BDSG), das Gesetz gegen den unlauteren Wettbewerb (UWG) sowie das Telemediengesetz (TMG) reglementiert. Eingehende Anrufe (Inbound) sind rechtlich völlig unproblematisch. Bei ausgehenden Anrufen (Outbound) muss zwischen Privatpersonen (B2C) und Unternehmen (B2B) unterschieden werden. Während bei Privatpersonen werbliche Anrufe ohne Einwilligung grundsätzlich verboten sind, können Unternehmen gegenüber anderen Unternehmen auch schon werben, wenn eine mutmaßliche Einwilligung gemäß § 7 Abs. 2 Nr. 2 UWG vorliegt, also ein sachliches Interesse des angerufenen Unternehmens vermutet werden kann.
Diesen rechtlichen Rahmenbedingungen trägt AG-VIP SQL Rechnung durch verschiedene Instrumente für ein rechtskonformes Kundenmanagement. Zum einen ist es die Möglichkeit, pro Kampagnenstufe eine abgehende Rufnummer in Kombination mit dem Leistungsmerkmal „CLIP No Screening“ (Calling Line Identification Presentation; No Screening) des Carriers zu faken (d. h. durch eine beliebige ausgedachte Nummernfolge zu ersetzen), vor allem aber die Integration des Opt-in-Verfahrens ab der Version 1.40.x.

## Geschichte

### 1980er Jahre: Anfänge
Laut Aussage von Markus Grutzeck, dem heutigen Geschäftsführer der Grutzeck-Software GmbH, ärgerte sich sein Vater in den 1970er Jahren über „die umständliche und sehr manuell geprägte Arbeit im Büro. Das erschwerte den Vertrieb. Denn Informationen über Kunden gab es nur in Form von Karteikarten und Registern. Eine Vertriebssteuerung war so nur schwer möglich. Einen simplen Brief mit der Schreibmaschine zu schreiben, erforderte die immer wiederkehrende Eingabe von Adressen. Das sollte anders werden.“ So gründete Klaus Grutzeck mit seiner Frau Adelheid im Jahr 1979 in Hanau die Firma A. Grutzeck – Software-Design und entwickelte die Bürosoftware AGTEXT. Unter dem Betriebssystem MS-DOS stand damals eine Bürolösung mit flexiblem Adressmanagement, integrierter Textverarbeitung für Einzel- und Serienbriefe, Terminverwaltung und Anbindung an die Kommunikation via Telefon, Teletex und Fax zur Verfügung. Weltweit nutzten mehr als 10.000 Anwender diese Lösung. Mit der Übernahme der Geschäftsführung durch Markus Grutzeck 1995 wurde das Unternehmen in die Grutzeck Software GmbH umgewandelt. Das AG im Logo steht noch heute für die Initialen der Firmengründerin Adelheid Grutzeck.

### 1990er Jahre: AG-V.I.P
Als Anfang der 1990er Jahre mit OS/2 und Windows neue Betriebssysteme auf den Markt kamen, wurde die Adressmanagementlösung unter der grafischen Oberfläche von Windows neu entwickelt. Es entstand AG-V.I.P. Innovativ waren das freie Datenbanklayout, flexible Zugriffsrechte, eine frei definierbare grafische Oberfläche und differenzierte Auswertungsmöglichkeiten zur Zielgruppenanalyse und Kontrolle. Aufgrund zahlreicher guter Ideen von Anwendern entwickelte sich im Laufe von 10 Jahren eine modular aufgebaute Produktfamilie aus AG-V.I.P. für professionelles Adressmanagement, Direktmarketing, den Einsatz im Callcenter, für Vertrieb oder den „normalen“ Büroalltag. Erklärtes Ziel war dabei laut eigener Unternehmensdarstellung die einfache, intuitive Bedienung für den Anwender. Die gesammelten Erfahrungen, das gewonnene Know-how sowie die zunehmende Verbreitung von Callcentern mit ihren ganz speziellen Bedürfnissen bildeten die Grundlage zur Entwicklung von AG-VIP SQL, einer neuen Generation von CRM-Software.

### 2000er Jahre: Rollout AG-VIP SQL
Die Markteinführung der neuen Software AG-VIP SQL erfolgte im Juni 2003 durch eine erste Pressemitteilung. In den darauffolgenden Jahren wurden Bugs der Anfangsversion beseitigt und das Programm kontinuierlich weiterentwickelt. So wurden recht schnell nach der Einführung Workflow-Erweiterungen angeboten sowie ein interaktiver Gesprächsleitfaden und eine Schnittstelle für MS-Outlook integriert. 2007 kam ein Predictive Dialer hinzu. Für die sich in dieser Zeit schnell weiterentwickelnde Datenbank-Technologie sowie die laufend neuen Windows-Betriebssysteme ist die Software regelmäßig aktualisiert worden. Zudem stand die Internationalisierung im Fokus; so wurden beispielsweise 2007 Türkisch als neue Sprache sowie Unicode-Zeichensätze für die Anwendung in Asien und Russland integriert.

### 2010er Jahre: Der Weg zu xRM
Mit den sich verändernden Anforderungen an CRM durch die Entwicklung hin zum XRM stiegen auch die Ansprüche an die entsprechenden Softwarelösungen. Dementsprechend entwickelte sich in diesen Jahren AG-VIP SQL modular weiter bis hin zu einem vollwertigen XRM-System. Der gleichzeitig einsetzende allgemeine Boom im Bereich des Customer-Relationship-Managements begünstigten die zunehmende Verbreitung von AG-VIP SQL. Wie an den Auszeichnungen und der Erwähnung speziell in den branchenspezifischen Medien zu ersehen ist, findet AG-VIP SQL heute Beachtung vor allem im Bereich der Callcenter-Anwendungen.

## Öffentliche Wahrnehmung

### Listings und Testberichte
- Computerwoche: Marktübersicht Lösungen für das Customer Relationship Management[1]
- Softguide: Marktübersicht über Standardsoftware[15]
- IT-Bestenliste[16]

### Medienberichte
Seit der Markteinführung von AG-VIP SQL im Jahr 2003 erscheinen regelmäßig Medienberichte vor allem in den einschlägigen Publikationen der Vertriebs- und Callcenter-Branche. Darüber hinaus wurde von der Grutzeck-Software GmbH eine Vielzahl von Eigenpublikationen zu AG-VIP SQL veröffentlicht.